# Aschberg (Starnberg)
Der Aschberg ist ein 702 m hoher Berg im Bayerischen Alpenvorland westlich des Starnberger Sees. 
Der bewaldete höchste Punkt ist über einen Forstweg zugänglich.